# Mieczysław Tokarski
Mieczysław Tokarski (ur. 1926 w Strzelcach Kujawskich, zm. 1 listopada 1989 we Wrocławiu) – polski botanik, systematyk roślin.

## Życiorys
W 1948 ukończył Gimnazjum Ogrodnicze w Płocku, a następnie kontynuował naukę w Państwowej Szkole Ogrodniczej w Poznaniu. Po egzaminie maturalnym otrzymał nakaz pracy w Miejskim Przedsiębiorstwie Zieleni we Wrocławiu, a następnie rozpoczął studia na Wydziale Przyrodniczym Uniwersytetu Wrocławskiego, ukończył je z opóźnieniem spowodowanym chorobą płuc. Odbył staż na Wydziale Przyrodniczym Uniwersytetu Poznańskiego pod kierunkiem Stefana Alwina oraz Zygmunta Czubińskiego, którego był asystentem w poznańskim Ogrodzie Botanicznym UAM. W 1957 rozpoczął pracę we wrocławskim Ogrodzie Botanicznym, gdzie pracował przez trzydzieści dwa lata. Od 1980 przez rok pełnił funkcję kierownika tego ogrodu, był twórcą stałej wystawy dotyczącej grzybów i roślin chronionych. Zmarł nagle, spoczywa na cmentarzu w Strzelcach Kujawskich.

## Praca naukowa
Prace badawcze Mieczysława Tokarskiego dotyczyły karpologii i aklimatyzacji roślin, w 1972 przedstawił pracę doktorską pt. Monograficzno-taksonomiczna analiza owoców i nasion gatunków z rodzaju Erodium. Pracował jako biegły sądowy w zakresie terenów zielonych, działał w Sekcji Popularyzacji Wiedzy Botanicznej Polskiego Towarzystwa Botanicznego, współorganizował Wrocławskie Święto Kwiatów. Najbardziej znaną z jego publikacji jest opracowanie Rośliny wodne w ogrodzie botanicznym uniwersytetu wrocławskiego.